# Bulbophyllum hirsutissimum
Bulbophyllum hirsutissimum är en orkidéart som beskrevs av Friedrich Fritz Wilhelm Ludwig Kraenzlin. Bulbophyllum hirsutissimum ingår i släktet Bulbophyllum och familjen orkidéer.
Artens utbredningsområde är Kamerun. Inga underarter finns listade i Catalogue of Life.